# 夏秋渓流図
『夏秋渓流図』は、鈴木其一によって制作された六曲一双屏風。根津美術館所蔵。2020年に重要文化財に指定された。